# Бело платно
Бело платно је музички састав из Београда, који се бави традиционалном музиком Балкана, претежно Косова и Метохије и Македоније у ширем смислу. Група је основана 1997. године. Један од оснивача и њен вођа је Владимир Симић.
Бело платно је један од првих вокално–инструменталних састава у Србији који је за свој израз изабрао модални приступ музици, који припада старијој традицији Балкана и Србије. Одликује се посебним начином формирања хармоније, кроз однос основне мелодије, пратећег равног тона – бордуна (одсуством дур-мол хармоније).
„Бело платно“ користи традиционалне музичке инструменте — кавал, тамбура, лаута, двојанка, деф, гоч, тарабука — или оне који су временом ушли у састав традиционалних оркестара, као што су виолина и виолончело. Део инструментаријума састава израђује Владимир Симић у породичној радионици.

## Изабрана дискографија
Самостални албуми
- Бело платно, Live in Russia 2012, DVD & CD, ЕтноКузња, Рибинск, 2014.
- Светлана Спајић и „Бело платно“, Косово и Метохија, лице Европе, мултимедијални ЦД, „Типон“, „ТИА Јанус“, 2006. и „Светигора“, 2008.
- Бело платно, Бело платно: традиционална музика Косова и Метохије, јужне Србије и Македоније, „Атос“, Београд, 2003.

Важније компилације
- Разни извођачи, Serbian Ethno Sound, „HiFi Centar“, Београд, 2004.
- Разни извођачи, Подигнимо Ступове, концерт у Сава центру, ПГП-РТС, 2003.
- Разни извођачи, Serbia Sounds Global, vol. 2, RingRing и Б92, 2002.

## Чланови
- Владимир Симић, вођа састава – лаута и други инструменти
- Светлана Спајић, глас
- Анастасија Остојић, глас
- Оља Њаради, глас
- Драгана Томић, глас и кавал
- Горан Милошевић, удараљке
- Никола Шенер, виола